# Parasthenelais hibernica
Parasthenelais hibernica é uma espécie de anelídeo pertencente à família Sigalionidae.
A autoridade científica da espécie é McIntosh, tendo sido descrita no ano de 1876.
Trata-se de uma espécie presente no território português, incluindo a sua zona económica exclusiva.